# Зезе Прокопио
Жозе Прокопио Мендес (порт.-браз. José Procópio Mendes; 12 августа, по другим данным 10 апреля 1913, Варжинья — 8 февраля 1980, Валенса), более известный под именем Зезе Прокопио (порт.-браз. Zezé Procópio) — бразильский футболист, правый защитник и центральный полузащитник. Провёл 20 матчей за сборную Бразилии, был капитаном команды. Играл на чемпионате мира 1938 года. Первый игрок в истории сборной Бразилии, удалённый на чемпионатах мира.

## Карьера
Зезе Прокопио родился в семье Жоакина Прокопио Мендеса и Франсиски Кандиды Перейра. С молодых лет он работал, в частности трудился поваром в компании Падария Феноси. Одновременно Зезе играл в футбол в клубе «Гуарани да Лагоинья». Оттуда футболист перешёл в «Вилу Нову», одновременно работая на шахте Морро Велью. С «Новой» клубом футболист выиграл четыре подряд чемпионата штата Минас-Жерайс.
В 1937 году Прокопио перешёл в клуб «Атлетико Минейро». 13 января он дебютировал в составе команды в матче против «Флуминенсе» (0:6). Всего за клуб он играл один сезон, проведя 33 матча (21 победа, 5 ничьих и 7 поражений) и забил 4 гола. Последнюю игру в составе Атлетико Зезе сыграл 26 декабря с «Америкой Минейро». На следующий год полузащитник перешёл в «Ботафого», за которую впервые сыграл 17 июля с клубом «Сан-Кристован» (0:2). Последний матч за клуб футболист провёл 5 апреля 1942 года против «Мадурейры» (5:2).
В 1942 году Зезе Прокопио перешёл в «Палмейрас», где дебютировал 9 мая во встрече с «Сантосом» (3:2). 7 октября 1945 года он забил первый мяч за клуб, поразив ворота «Сан-Паулу Рэилвэй». Он выступал за команду до 1948 года, проведя 107 матчей (74 побед, 18 ничьих и 15 поражений) и забив 1 гол. Последнюю встречу за клуб футболист провёл 17 октября 1948 года с «Комерсиалом» (2:1). Он выиграл с командой два чемпионата штата и один Кубок города Сан-Паулу по футболу. Также игрок в 1944 году играл за «Сан-Паулу», проведя 49 матчей (36 побед, 7 ничьих и 6 поражений).
Зезе Прокопио играл за сборную Бразилии. В 1938 году он поехал в её составе на чемпионат мира. 5 июня он дебютировал на этом турнире в составе национальной команды в матче с Польшей (6:5). Следующий матч бразильцы проводили против Чехословакии. Эта игра, прозванная «Битва при Бордо», состояла из множества стычек. Уже на 14 минуте встречи Прокопио был удалён с поля, после того как ударил Олдржиха Неедлы, который даже не владел мячом. После этого он играл за национальную команду ещё 8 лет, проведя в общей сложности 20 матчей. Несколько игр Зезе провёл в качестве капитана команды, в частности он являлся капитаном на Кубке Рио-Бранко и матче с Уругваем на южноамериканском чемпионате 1946 года.
После завершения карьеры Зезе Прокопио работал тренером. В частности, тренировал клубы «Комерсиал», «Сан-Карлус», «Гуаратингета» и «Ботафого» из Рибейран-Прету.

## Международная статистика
| Матчи Зезе Прокопио за сборную Бразилии | Матчи Зезе Прокопио за сборную Бразилии | Матчи Зезе Прокопио за сборную Бразилии | Матчи Зезе Прокопио за сборную Бразилии | Матчи Зезе Прокопио за сборную Бразилии | Матчи Зезе Прокопио за сборную Бразилии | Матчи Зезе Прокопио за сборную Бразилии |
| --------------------------------------- | --------------------------------------- | --------------------------------------- | --------------------------------------- | --------------------------------------- | --------------------------------------- | --------------------------------------- |
| №                                       | Дата                                    | Место проведения                        | Оппонент                                | Счёт                                    | Голы                                    | Турнир                                  |
| 1                                       | 5 июня 1938                             | Страсбург                               | Польша                                  | 6:5                                     | —                                       | Чемпионат мира                          |
| 2                                       | 14 июня 1938                            | Бордо                                   | Чехословакия                            | 2:1                                     | —                                       | Чемпионат мира                          |
| 3                                       | 16 июня 1938                            | Марсель                                 | Италия                                  | 1:2                                     | —                                       | Чемпионат мира                          |
| 4                                       | 19 июня 1938                            | Бордо                                   | Швеция                                  | 4:2                                     | —                                       | Чемпионат мира                          |
| 5                                       | 22 января 1939                          | Рио-де-Жанейро                          | Аргентина                               | 3:2                                     | —                                       | Кубок Рока                              |
| 6                                       | 5 марта 1940                            | Буэнос-Айрес                            | Аргентина                               | 1:6                                     | —                                       | Кубок Рока                              |
| 7                                       | 10 марта 1940                           | Буэнос-Айрес                            | Аргентина                               | 3:2                                     | —                                       | Кубок Рока                              |
| 8                                       | 17 марта 1940                           | Авельянеда                              | Аргентина                               | 1:5                                     | —                                       | Кубок Рока                              |
| 9                                       | 24 марта 1940                           | Рио-де-Жанейро                          | Уругвай                                 | 3:4                                     | —                                       | Кубок Рио-Бранко                        |
| 10                                      | 31 марта 1940                           | Рио-де-Жанейро                          | Уругвай                                 | 1:1                                     | —                                       | Кубок Рио-Бранко                        |
| 11                                      | 14 мая 1944                             | Рио-де-Жанейро                          | Уругвай                                 | 6:1                                     | —                                       | Товарищеский матч                       |
| 12                                      | 18 мая 1944                             | Сан-Паулу                               | Уругвай                                 | 4:0                                     | —                                       | Товарищеский матч                       |
| 13                                      | 16 декабря 1945                         | Сан-Паулу                               | Аргентина                               | 3:4                                     | —                                       | Кубок Рока                              |
| 14                                      | 20 декабря 1945                         | Рио-де-Жанейро                          | Аргентина                               | 6:2                                     | —                                       | Кубок Рока                              |
| 15                                      | 23 декабря 1945                         | Рио-де-Жанейро                          | Аргентина                               | 3:1                                     | —                                       | Кубок Рока                              |
| 16                                      | 9 января 1946                           | Монтевидео                              | Уругвай                                 | 1:1                                     | —                                       | Кубок Рио-Бранко                        |
| 17                                      | 23 января 1946                          | Буэнос-Айрес                            | Уругвай                                 | 4:3                                     | —                                       | Чемпионат Южной Америки                 |
| 18                                      | 29 января 1946                          | Авельянеда                              | Парагвай                                | 1:1                                     | —                                       | Чемпионат Южной Америки                 |
| 19                                      | 3 февраля 1946                          | Буэнос-Айрес                            | Чили                                    | 5:1                                     | —                                       | Чемпионат Южной Америки                 |
| 20                                      | 10 февраля 1946                         | Буэнос-Айрес                            | Аргентина                               | 0:2                                     | —                                       | Чемпионат Южной Америки                 |

## Достижения
- Чемпион штата Минас-Жерайс: 1933, 1934, 1935, 1936, 1938
- Чемпион штата Сан-Паулу: 1942, 1947
- Обладатель Кубка Рока: 1945
- Обладатель Кубка города Сан-Паулу: 1946